# Al Darawish
Al Darawish was een Italiaans-Palestijnse wereldmuziekgroep die werd gevormd in Bari in 1988.
De bandleden waren afkomstig uit Apulië, Palestina en Griekenland. Ze ontmoetten elkaar als studenten op de Universiteit van Bari. Omdat ze allen ten minste een instrument bespeelden besloten ze een groep te vormen waarin hun verschillende talenten en culturele achtergronden werden gecombineerd in muziek en teksten. Al Darawish betekent eenvoudige mensen in het Arabisch en hun teksten werden meestal in het Arabisch en in het Italiaans geschreven, hoewel ook teksten in het Grieks, Frans, Spaans, Engels en zelfs Latijn werden geschreven.
De groep was een van de eerste succesvolle wereldmuziekgroepen in Italië. In 1997 werd de groep opgeheven waarna enkele leden verdergingen in Radiodervish en andere groepen.

## Discografie
- 1993 - Al Darawish
- 1996 - Radio Dervish